# Stefan Fjeldmark
Stefan Fjeldmark (né le 6 janvier 1964) est un réalisateur et scénariste danois.

## Biographie
- Il fonde le studio d'animation A. Film A/S en 1988

## Filmographie

### comme réalisateur
- 1987 : Quark and the Highway Robber
- 1993 : Jungle Jack (Jungledyret)
- 1996 : Jungle Jack 2 : La Star de la Jungle
- 1997 : Når livet går sin vej
- 2000 : Gloups ! je suis un poisson (Hjælp, jeg er en fisk)
- 2004 : Terkel i knibe
- 2006 : Astérix et les Vikings
- 2010 : The Trouble with Terkel

### comme scénariste
- 2006 : Astérix et les Vikings

### comme Animateur
- 1993 : Le Voyage d'Edgar dans la forêt magique